# Westernijkerk
Westernijkerk (Fries: Westernijtsjerk) is een plaats in de gemeente Noardeast-Fryslân, in de Nederlandse provincie Friesland. De plaats ligt aan de westkant van het dorp Marrum, en wordt door het kadaster als een gehucht gezien, ondanks de aanwezigheid van een kerk. De plaats ligt aan de Westernijtsjerk en deels aan de Jepmaloane. Westernijkerk is onlosmakelijk verbonden met Marrum; ze hebben een gezamenlijk dorpswapen en daarvan afgeleide vlag.

## Geschiedenis
De naam betekent letterlijk Westernieuwkerk, en verwijst naar de nieuwe kerk bij Marrum. Oorspronkelijk heette de plaats simpelweg Nijkerk; dit was ook de naam die de grietenij en de gemeente gebruikten. Om verwarring met Oosternijkerk (Easternijtsjerk) in Dongeradeel te voorkomen werd er Wester voor gezet. Vroeger was het een dorp. In 1744 had het dorp 98 inwoners.
Westernijkerk is in de middeleeuwen ontstaan op een kwelderoever, als gevolg van een conflict tussen twee geslachten, de Jeppema's en de Ponga's. Jeppema bezat grond ten noorden van de Hoge Herenweg en besloot toen zelf maar een dorp te stichten op het grondgebied van zijn stins Jeppema-state. Hij kreeg van de bisschop van Utrecht toestemming een kerk te bouwen.
De pastoor was waarschijnlijk de huiskapelaan van de Jeppema's. Toen de geestelijkheid zich in 1570 het bezit van Jeppema-state wilde toe-eigenen moest de Leeuwarder bisschop Cunerus Petri bemiddelen. Als oplossing zou de gracht van Jeppema-state zijn verlegd, zodat de kerk en het kerkhof buiten Jeppema-state kwamen te liggen. Dit is nog te zien op een kaart van Wopke Eekhoff uit 1846.
Jeppema-state kwam na de Jeppema's in handen van de Roorda's en van de familie Van Grovestins. Rond 1800 kwam het bezit in handen van de familie Collot d'Escury uit Leiden. De stins was toen al afgebroken.

## Kerk

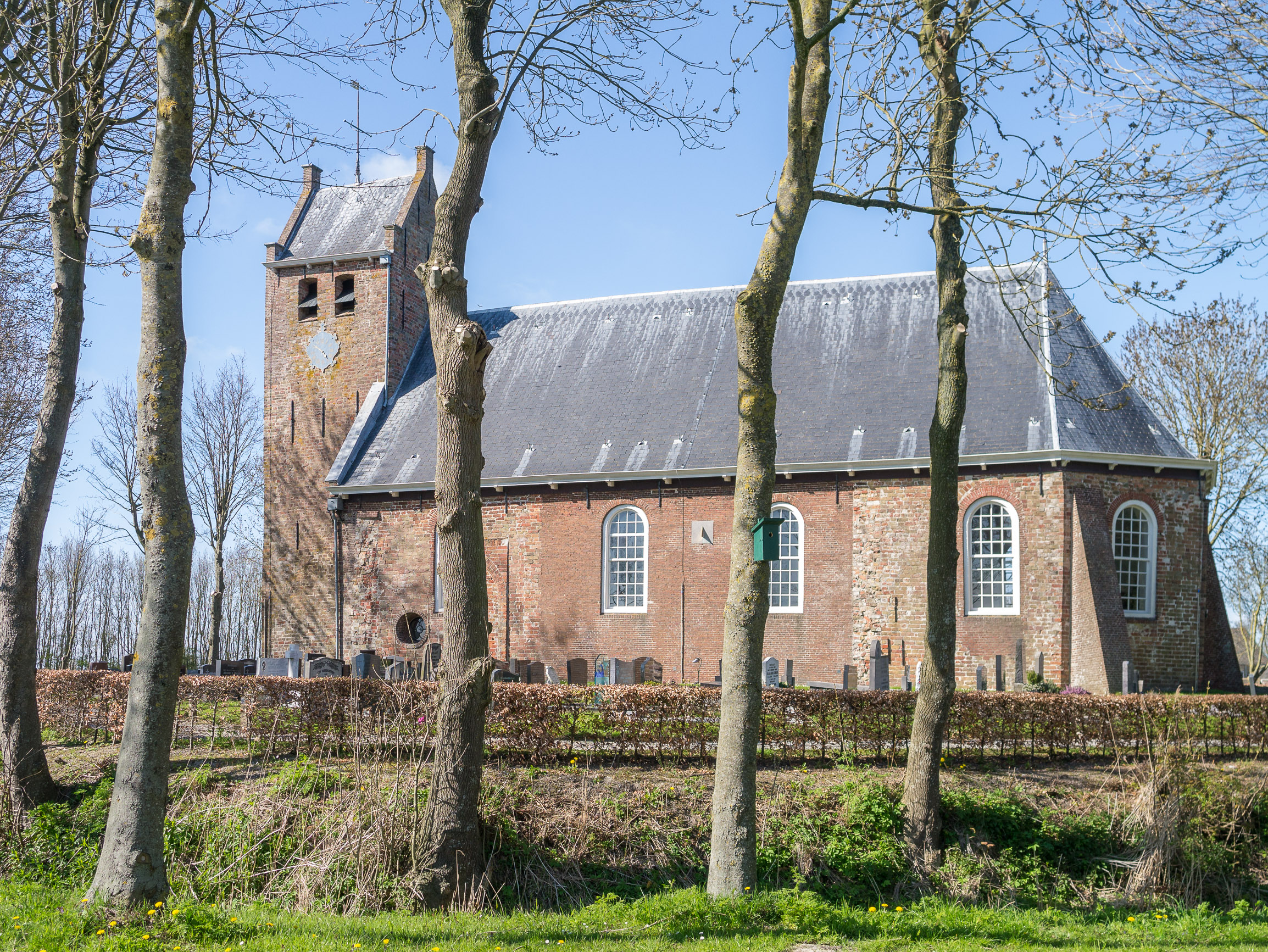
Kerk van Westernijkerk

De romaanse kerk van Westernijkerk is in de 13e eeuw gebouwd (de toren dateert uit de 15e eeuw). Er staat een barokke preekstoel, een herenbank en kerkbanken met mooi houtsnijwerk.
Van Marrum, waar Westernijkerk sinds de reformatie kerkelijk mee is samengevoegd, loopt de Tsjerkeloane (Kerklaan), een oud kerkpad dat weer in de oude staat is gebracht.

## Molen
Aan de kant van Westernijkerk staat de Kleilânsmole. Dit is een achtkante windmolen van het type grondzeiler, die werd gebouwd in 1865.